# Belén
Belén là một khu tự quản thuộc tỉnh Rivas, Nicaragua. Khu tự quản Belén có diện tích 246 ki lô mét vuông. Đến thời điểm năm 2005, huyện Belén có dân số 16428 người.